# 林孟潔
孟潔（英語：Meng-Jie，1991年2月15日—），台灣女藝人、舞者、展場Show Girl，樂天桃猿Rakuten Girls成員、桃園璞園領航猿Pilots Crew成員，出任全明星運動會一到三季藍隊經理。

## 生平
展場宣傳模特兒出身，靠著一雙電眼在展場累積人氣。曾經是《台灣蘋果日報》與壹傳媒動畫共同企劃推出的女團「Today's Angels」成員。2015年萬中選一公開徵選會中雀屏中選，但因工作時間因素，沒有第一時間加入。直到2018年才和凱莉絲一起加入樂天女孩，成為正式成員。患有良性陣發性姿勢性眩暈（耳石脫落症／耳石異位症），因此無法進行甩頭相關的舞蹈動作。
2020年9月27日首播的《全明星運動會》，孟潔出任藍隊經理。
2023年3月3日，樂天球團宣布與隊長籃籃、林襄、Yuri、苡萱及雅涵受邀參與美國職業棒球大聯盟於8月27日舉辦的第18屆大都會台灣日（Mets Taiwan Day）的活動。
2024年1月31日中職樂天桃猿球團控訴前領隊浦韋青、前經紀人陳元凱為樂天女孩私接商演，涉案的孟潔、陳伊、李恩菲、林穎樂等4位團員，被廉政署連夜偵訊。。

## 啦啦隊經歷

### 棒球之啦啦隊
| 年份       | 隊伍名稱      | 備註                     |
| 2018－2019 | LamiGirls     | 中華職棒Lamigo桃猿啦啦隊 |
| 2020－     | Rakuten Girls | 中華職棒樂天桃猿啦啦隊   |

### 籃球之啦啦隊
| 年份              | 隊伍名稱     | 備註                               |
| 2017              | Formosa Sexy | 東南亞職業籃球聯賽寶島夢想家啦啦隊 |
| 2020－2021 2024－ | Pilots Crew  | 桃園領航猿專屬啦啦隊               |

## 演出作品

### MV
| 年份           | 名稱            | 備註                                      |
| 2020           | 玖壹壹《LOCAL》 | 舞者 與Peggy、白白、Rakuten Girls共同出演 |
| 2022年12月25日 | 《心照不宣》    | 與古曜威(KU)共同演唱                      |

### 廣告
| 年份 | 名稱                 | 備註                               |
| 2019 | Lanew 輕便鞋         | 與阿誠及Yuri共同出演               |
| 2019 | 新光人壽大傘退       | 與Lamigirls共同出演                |
| 2020 | 穿LA NEW．我就是爽！ | 與巫苡萱、曲羿、Yuri及阿誠共同出演 |
| 2023 | 愛之味分解茶         | 與邱紫庭、李昀芯及沈珈妤共同出演   |

### 節目
| 年份      | 名稱         | 備註            |
| 2020-2022 | 全明星運動會 | 第1-3季藍隊經理 |

### 出版物
| 年份 | 出版物名稱                      | 備註                                       |
| 2020 | 《Bestie閨蜜》菲菲×孟潔數位寫真 | 與菲菲共同拍攝 尖端出版 ISBN 3140051620058 |
| 2020 | 《孟幻旅程》孟潔數位寫真        |                                            |
| 2022 | 《有孟最美》                    | 2022年樂天女孩寫真桌曆                     |
| 2022 | 《Bestie閨蜜》菲菲×孟潔實體寫真 | 與菲菲共同拍攝                             |
| 2023 | 《Ma Jor》                      | 2023年樂天女孩寫真桌曆                     |

## 音樂作品
| 年份           | 片名                                              | 備註                                                                   |
| 2018年9月10日  | 《.》                                             | 與LamiGirls共同出演                                                    |
| 2019年8月6日   | 《. [2022-01-19]. （原始内容存档于2022-06-09）.》 | 與LamiGirls共同出演                                                    |
| 2019年8月19日  | 《. [2022-01-19]. （原始内容存档于2022-06-09）.》 | 與LamiGirls共同出演                                                    |
| 2020年3月31日  | 《.》                                             | 與Yuri、曲羿、菲菲、陳甯亞、卉妮共同出演                               |
| 2020年9月22日  | 《. [2022-01-19]. （原始内容存档于2022-06-09）.》 | 與Rakuten Girls共同演出                                                |
| 2020年12月25日 | 《.》                                             | Cover                                                                  |
| 2021年3月24日  | 《. [2022-01-19]. （原始内容存档于2022-06-09）.》 | 與若潼、梁家榮、詹智堯、張喜凱、阿誠共同演出                           |
| 2021年7月20日  | 《.》                                             | 與全明星運動會第二季成員、錢薇娟、江宏傑、粿粿、徐展元、蔡尚樺共同演出 |
| 2021年9月10日  | 《. [2022-01-19]. （原始内容存档于2022-06-10）.》 | 與Rakuten Girls共同演出                                                |
| 2022年10月7日  | 《Rise Up》                                       | 與Rakuten Girls共同演出                                                |
| 2022年12月18日 | 《心照不宣》                                      | 與古曜威(KU)共同演唱                                                   |
| 2023年10月7日  | 《Ready Go》                                      | 與Rakuten Girls共同演出                                                |
| 2024年9月29日  | 《Big Dream》                                     | 與Rakuten Girls(紅隊)共同演出                                          |

## 開球紀錄
| 年份 | 國家/地區 | 球隊                   | 備註 |
| 2022 | 中華民國  | 中華職棒樂天桃猿隊     |      |
| 2023 | 香港      | 香港超級聯賽晉峰足球會 |      |

## 外部連結
- Candy 孟潔的Facebook專頁
- 孟潔MJ的Instagram帳戶
- YouTube上的孟潔頻道